# Arrondissement Saint-Paul
Saint-Paul is een arrondissement van het Franse overzees departement Réunion. De onderprefectuur is Saint-Paul.

## Kantons
Het arrondissement was tot 2014 samengesteld uit de volgende kantons:
- Kanton Saint-Leu-1
- Kanton Saint-Leu-2
- Kanton Saint-Paul-1
- Kanton Saint-Paul-2
- Kanton Saint-Paul-3
- Kanton Saint-Paul-4
- Kanton Saint-Paul-5
- Kanton Les Trois-Bassins
- Kanton Le Port-1
- Kanton Le Port-2
- Kanton La Possession

Na de herindeling van de kantons bij decreet van 24 februari 2014, met uitwerking op 22 maart 2015, omvat het arrondissement volgende kantons:
- Kanton Saint-Paul-1
- Kanton Saint-Paul-2
- Kanton Saint-Paul-3
- Kanton L'Étang-Salé (deel)
- Kanton Saint-Leu
- Kanton Le Port
- Kanton La Possession